# Tempio di Tianmenshan
Il tempio di Tianmenshan (in cinese semplificato: 天门山 寺; cinese tradizionale  天門山 寺; pinyin: Tiānménshān Sì) è un tempio buddista situato sulla montagna Tianmen di Zhangjiajie, a Hunan. Il tempio è stato costruito all'interno su un'area di circa 20.000 metri quadrati.
Il tempio di Tianmenshan fu costruito nella dinastia Tang (870 d.C.) e fu chiamato "Tempio Lingquan" (灵泉 院). Dopo il 1949, il governo locale ricostruì il tempio.